# Loi organique (Espagne)
Une loi organique espagnole (espagnol: Ley Orgánica)  est une loi relative à l'organisation des pouvoirs. Comme loi organique, elle complète et précise des aspects de la Constitution espagnole de 1978, afin de préciser l'organisation des pouvoirs publics. Elles furent créées par la Constitution de 1978, sur le modèle des lois organiques françaises de la Constitution de 1958. Elles doivent cependant être adoptées à la majorité des membres du Congrès des députés.
Juridiquement, une loi organique est, dans la hiérarchie des normes, placée en dessous de la Constitution mais au-dessus des lois ordinaires. La Constitution indique les domaines sur lesquels doivent obligatoirement porter les lois organiques :

« Elles doivent se porter sur les droits fondamentaux et les libertés publiques, contenus dans le chapitre II du titre I de la Constitution, qui est la base des statuts d'autonomie, accordés aux différentes communautés autonomes espagnoles. »

## Définition et application
Selon l'article 81.1 de la Constitution espagnole : 

« Les lois organiques sont celles qui permettent d'approuver les statuts d'autonomie et le régime électoral général, et d'autres prévues dans la Constitution. »

Conformément à cela, les lois organiques comprennent:
- celles qui développent les droits fondamentaux et les libertés publiques (mentionnés aux articles 15 à 29 de la Constitution). Un exemple est la loi organique sur l'éducation (espagnol: Ley Orgánica de Educación) qui étend l'article 27 de la Constitution.
- les statuts d'autonomie. Un exemple est le statut d'autonomie de l'Andalousie révisé, «Loi organique 2/2007», adoptée le 19 mars 2007.
- le régime électoral général, actuellement (à partir de 2009) réglementé par « Loi organique 5/1985 », adoptée le 19 juin 1985.
- "et d'autres prévus dans la Constitution." Il y a un certain nombre de points dans la Constitution qui présument un développement par des lois. Dans certains cas, il est explicite que ceux-ci doivent être développés par la loi organique.

### Exemples
- La base de l'organisation militaire (article 8.2)

- Loi organique 6/1980 (1er juillet 1980), qui réglemente les critères de base de la défense nationale et de l'organisation militaire.

- L'institution du Defensor del Pueblo (défenseur du public), une sorte de médiateur (article 54)

- Loi organique 3/1981 (6 avril 1981), du Defensor del Pueblo.

- Suspension des droits reconnus aux articles 17.2, 18.2 et 18.3 en relation avec les enquêtes liées aux activités de groupes armés ou d'éléments terroristes (article 55.2)

- Loi organique 9/1984, (26 décembre 1984), contre les activités des groupes armés et des éléments terroristes, et le développement de l'article 55.2 de la Constitution.

- Abdications et renonciations et tout doute de fait ou de droit qui survient dans la ligne de succession du trône d'Espagne (article 57.5)
- Règlement de l'élection directe des sénateurs (article 69.)

- Loi organique 5/1985 (19 juin 1985), du régime électoral général (Ley Orgánica del Régimen Electoral General - LOREG).

- Formes d'exercice et exigences de l'initiative populaire pour la présentation des propositions de loi (article 87.3)

- Loi organique 3/1984 (28 mars 1984), règlement de l'initiative législative populaire.

- Les conditions et la procédure des différentes modalités de référendum prévues dans la Constitution (article 92.3)

- Loi organique 2/1980 (18 janvier 1980), sur la réglementation des diverses modalités du référendum.

- Autorisation des traités en vertu desquels une organisation ou institution internationale peut exercer des compétences découlant de la Constitution (article 93)

- Loi organique 10/1985 (2 août 1985), autorisation d'adhésion de l'Espagne à la Communauté européenne (devenue l'Union européenne).

- Fonctions, principes de base de l'activité et statuts des forces de sécurité et de police (article 104.2)

- Loi organique 2/1986 (13 mars 1986), sur les forces de sécurité et de police.

- Composition et compétence du Conseil d'État (espagnol: Consejo de Estado) (article 107)

- Loi organique 3/1980 (22 avril 1980) du Conseil d'État.

- Réglementation des états d'urgence - la constitution espagnole distingue un état d'alerte, un état d'exception et un état de siège - et les compétences et limitations correspondantes (article 116.1)

- Loi organique 4/1981 (1er juin 1981), des états d'alerte, d'exception et de siège.

- Constitution, fonctionnement et gouvernance des cours et tribunaux, et statut juridique des juges et magistrats et du personnel de l'administration de la justice (article 122.1)

- Loi organique 6/1985 (1er juillet 1985) du pouvoir judiciaire.

- Le statut du Conseil général du pouvoir judiciaire et le régime des incompatibilités de ses membres et de leurs fonctions, en particulier les questions de nomination, d'ascension, d'inspection et de régime disciplinaire (article 122)

- Loi organique 1/1980 (10 janvier 1980), du Conseil général du pouvoir judiciaire

- Règlement de la nomination des douze membres du Conseil général du pouvoir judiciaire qui ne sont pas nommés sur proposition du Congrès et du Sénat (art. 122.3)

- Loi organique 1/1980 (10 janvier 1980), du Conseil général du pouvoir judiciaire.

- Composition, organisation et fonctions de la Cour des comptes (article 136.4)

- Loi organique 2/1982 (12 mai 1982) de la Cour des comptes.

- Modification des frontières provinciales (article 141.1)
- Autorisation de constitution de communautés autonomes uniprovinciales qui ne remplissent pas les conditions de l'article 143.1 (article 144 a)

- Loi organique 6/1982 (7 juillet 1982), qui autorise la constitution de la communauté de Madrid.

- Autorisation ou accord de statuts d'autonomie pour les territoires non intégrés à l'organisation des provinces (article 144 b)

- Loi organique 1/1995 (13 mars 1995), sur le statut d'autonomie de Ceuta.
- Loi organique 2/1995 (13 mars 1995), sur le statut d'autonomie de Melilla.

- Substitution de l'initiative des entreprises locales visée à l'article 143.2 (article 144 c)

- Loi organique 13/1980 (16 décembre 1980), remplacement dans la province d'Almería de l'initiative autonome

- Réforme des statuts d'autonomie (article 147.3)

- Loi organique 6/2006 (19 juillet 2006) sur la réforme du statut d'autonomie de la Catalogne.

- Réglementation de la coordination et des autres facultés des communautés autonomes en relation avec la police locale (article 148.1.22)

- Loi organique 2/1986 (13 mars 1986), sur les forces de sécurité et de police.

- Création de forces de police pour les communautés autonomes sous la forme établie dans leurs statuts respectifs [d'autonomie] (article 149.1.29)

- Loi organique 2/1986 (13 mars 1986), sur les forces de sécurité et de police

- Transfert ou délégation de compétences de l'État aux communautés autonomes (article 150.2)

- Loi organique 9/1992 (23 décembre 1992), sur le transfert de compétences aux communautés autonomes qui accèdent à l'autonomie par la voie de l'article 143 de la Constitution

- Règlement du référendum prévu à l'article 151.1 (article 151.1)

- Loi organique 2/1980 (18 janvier 1980), sur la réglementation des diverses modalités du référendum.

- Règlement prévoyant la possibilité qu'en cas de non-approbation d'un projet de statut [d'autonomie] par une ou plusieurs provinces par voie de référendum, les autres [provinces de cette communauté autonome proposée] puissent constituer une communauté autonome (article 151.5)

- Loi organique 2/1980 (18 janvier 1980), sur la réglementation des diverses modalités du référendum.

- Exercice des compétences financières énumérées à l'article 157.1, des normes pour résoudre les conflits qui peuvent survenir et des formes possibles de collaboration financière entre les communautés autonomes et l'État (article 157.3)

- Loi organique 8/1980 (22 septembre 1980), sur le financement des communautés autonomes.

- Compétence de la Cour constitutionnelle d'Espagne (article 161.1.d)

- Loi organique 2/1979 (3 octobre 1979), sur la Cour constitutionnelle (Ley Orgánica del Tribunal Constitucional - LOTC)

- Détermination des personnes et organes légitimés devant la Cour constitutionnelle (article 162.2)

- Loi organique 2/1979 (3 octobre 1979), sur la Cour constitutionnelle (LOTC).

- Fonctionnement de la Cour constitutionnelle, statut de ses membres, procédure devant celle-ci et conditions d'exercice de ses recours (article 165)

- Loi organique 2/1979 (3 octobre 1979), sur la Cour constitutionnelle (LOTC).

- Loi organique 1/2004 (28 décembre 2004) sur les mesures de protection intégrale contre la violence de genre.

## Approbation
Dans l'article 81.2, la Constitution espagnole dit : 

« L'approbation, la modification ou la dérogation des lois organiques nécessite une majorité absolue du Congrès, lors d'un vote final sur l'ensemble du projet. »

C'est-à-dire qu'une loi organique est présentée comme un projet (par le gouvernement) ou comme une proposition de loi (par les Cortes Generales) et doit suivre les mêmes procédures parlementaires qu'une loi ordinaire. Comme l'indique la Constitution, la principale différence dans le processus est que le Congrès des députés doit procéder à un vote final, à la fin de l'ensemble du processus, où la loi doit obtenir la majorité absolue pour être approuvée; pour les lois ordinaires, ce vote final n'est pas requis.

L'article 87 de la Constitution établit qui peut prendre l'initiative législative de soumettre un projet ou une proposition de loi (organique ou ordinaire) aux Cortes. L’article 87.3 dit: 

« Une loi organique réglementera les formes d’exercice et les conditions requises pour une initiative populaire de présentation de propositions de loi. Dans tous les cas, pas moins de 500 000 signatures accréditées seront nécessaires. Il n’y aura pas d’initiative de ce type en matière. propre à la loi organique, aux traités ou aux lois de caractère international, ni en relation avec la prérogative de miséricorde. »

 Par conséquent, le gouvernement, le Congrès, le Sénat et les assemblées législatives des communautés autonomes peuvent lancer les processus législatifs à l'approbation d'une loi organique (articles 87.1 et 87.2); en revanche, les initiatives populaires ne sont pas autorisées dans ce domaine.